# Valea Seacă (Bacău)
Valea Seacă è un comune della Romania di  3 727 abitanti, ubicato nel distretto di Bacău, nella regione storica della Moldavia.
Il comune è formato dall'unione di 2 villaggi: Cucova e Valea Seacă.